# 伊達中央インターチェンジ
伊達中央インターチェンジ（だてちゅうおうインターチェンジ）は、福島県伊達市にある東北中央自動車道（相馬福島道路）のインターチェンジである。

## 歴史
- 2020年（令和2年）6月30日 : IC名称が「福島保原線IC（仮称）」から「伊達中央IC」に正式決定[1]。
- 2021年（令和3年）4月24日 : 霊山IC - 伊達桑折IC間開通に伴い、供用開始[2]。

## 接続する道路
- 福島県道4号福島保原線

## 構造
平面Y型

## 周辺
- 阿武隈急行線 上保原駅
- 高子沼

## 隣
E13 東北中央自動車道（相馬福島道路）
(4) 霊山IC - (5) 伊達中央IC - (6) 伊達桑折IC